# Václav Rožánek (malíř)
Václav Rožánek křtěný Václav Josef (5. září 1913, Písek – 8. května 1994 Písek) byl český malíř. 

## Život
Václav Rožánek se narodil v Písku v rodině tesaře Václava Rožánka a jeho ženy Marie rodem Lívancová z Vlastce. Po nedokončeném studiu na píseckém reálném gymnáziu se vyučil strojním zámečníkem a této profesi se celoživotně věnoval. Díky svému zájmu o výtvarné umění byl již na gymnáziu studentem profesora Josefa Velenovského, později dojížděl na konzultace k Emilu Fillovi a dalším jeho mentorem a osobním přítelem se stal malíř Oldřich Smutný.
V roce 1942 se v Písku oženil s Vlastou Koubovou.
Rožánkova tvorba je charakteristická jak prvky kubismu, tak krom klasické techniky, jako akvarel, tempera, suchá jehla, kresba nebo pastel prací s netradičními materiály jako byly emailové barvy, latex a asfalt. Práce Václava Rožánka jsou zastoupeny ve sbírkách Národní galerie Praha, Alšovy jihočeské galerie v Hluboké nad Vltavou, Prácheňského muzea v Písku, Městského muzea ve Volyni a v mnoha soukromých sbírkách a galeriích.